# رالف توريس
رالف توريس (بالإنجليزية: Ralph Torres)‏ هو سياسي أمريكي، ولد في 6 أغسطس 1979 في سايبان في الولايات المتحدة. حزبياً، نشط في الحزب الجمهوري. وقد انتخب حاكم جزر ماريانا الشمالية ‏ (29 ديسمبر 2015 – ).